# Ciriaco De Mita
Ciriaco Luigi De Mita (Nusco, 2 februari 1928 – Avellino, 26 mei 2022) was een Italiaans politicus. Van 1988 tot 1989 was hij de 47ste premier van het land en van 2009 tot 2013 was hij lid van het Europees Parlement.

## Levensloop

### Achtergrond en vroege politieke carrière
Ciriaco De Mita werd geboren in de provincie Avellino.
Als jonge man trad hij toe tot de Democrazia Cristiana en trad daarmee toe tot de politiek. Hij groeide in de rangen van de partij en werd in 1956 lid van de partijraad, in 1963 voor het eerst parlementslid en in 1973 voor het eerst minister. Hij was minister van Industrie en later van Buitenlandse Handel.
In 1982 werd hij de leider van zijn partij in de periode dat hun macht aan het verzwakken was. In 1986 werd hij herkozen als partijleider met 60 procent van de stemmen.

### Eerste minister van Italië
Bij de verkiezingen van 1987 deden de christendemocraten het vrij goed in Italië en in april 1988 werd hij eerste minister tot in juli 1989. Hij combineerde dit met het partijleiderschap. In het begin van zijn ambtsperiode werd senator Roberto Ruffilli, zijn adviseur, op 16 april 1988 vermoord door de Rode Brigades.

### Latere politieke carrière
De Mita keerde vervolgens terug naar het parlement. Nadat de DC in 1994 werd opgegeven, trad hij toe tot de Partito Popolare Italiano en later tot La Margherita, de partij waarvan hij de regionale coördinator was van de regio Campania. In 2006 was hij lijsttrekker van L'Ulivo in deze regio en nam deel aan de transformatie van deze coalitie tot een volwaardige partij (de Democratische Partij) en De Mita trad toe tot de rangen van de partij.
Bij de verkiezingen van 2008 kreeg De Mita echter geen verkiesbare plaats aangeboden voor de Kamer van Afgevaardigden omdat het nu tijd was voor jongere kandidaten. Hier was hij echter niet tevreden mee en verliet de partij om toe treden tot de Unie van het Centrum. Voor deze partij was hij bij de verkiezingen van 2008 kandidaat voor de Senaat, maar werd niet verkozen. Hij werd coördinator van de partij in de regio Campania.
Eén jaar later kreeg De Mita op 81-jarige leeftijd een zetel in het Europees Parlement en was daarmee de oudste Italiaan in deze assemblee. In 2013 stopte hij op 85-jarige leeftijd met dit mandaat.
Op 25 mei 2014 werd hij burgemeester van zijn geboortestad.
- Bibliothèque nationale de France: cb12087797x (data)
- CiNii: DA03071286
- Gemeinsame Normdatei: 120661292
- International Standard Name Identifier: 0000 0000 8175 9078
- Library of Congress Control Number: n85238870
- Nationale bibliotheek van Australië: 35111168
- Réseau des bibliothèques de Suisse occidentale: 02-A011527241
- Istituto Centrale per il Catalogo Unico: CFIV008454
- Système universitaire de documentation: 078014255
- Virtual International Authority File: 110178603
- WorldCat: E39PBJxWQRV3GjbwqPGcW9Btrq